# Hulu Perak

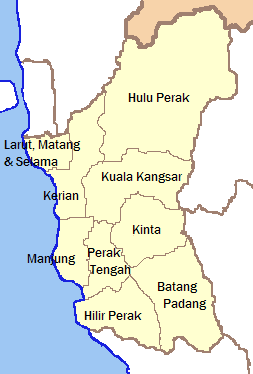
Hulu Peraks läge i delstaten Perak.

Hulu Perak är ett distrikt i delstaten Perak, Malaysia. Distriktet har 91 218 invånare (2010).